# Anna Maria Corazza Bildt

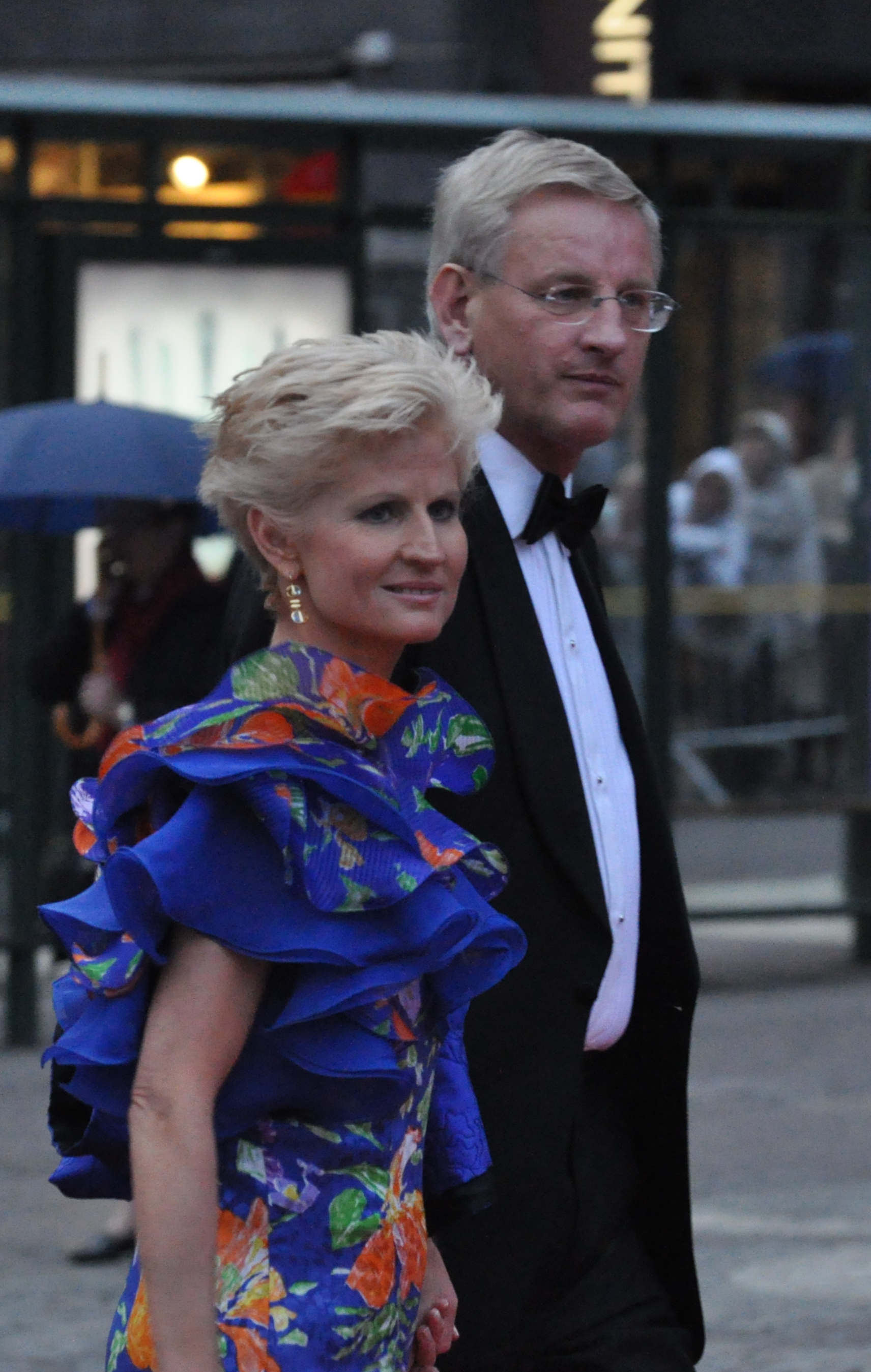
Anna Maria Corazza Bildt (a la izquierda) con su marido Carl Bildt fuera de la Sala de Conciertos de Estocolmo (junio de 2010).

Anna Maria Corazza Bildt, (Roma, 10 de marzo de 1963) es una política italiana, fue una eurodiputada moderada.

## Biografía

### Educación
Estudió ciencia política en la Universidad de Roma La Sapienza. También estuvo en University of San Diego y la Universidad de Columbia.

### Empleos
Empezó trabajando en el Ministerio de asuntos exteriores italiano en  1988. En 1991 pasó al servicio de la ONU en Ginebra. Luego entre 1992 y 1998 desempeñó cargos en la ex Yugoslavia. También ha trabajado allí por la Comisión europea.

### Vida política
Fue elegida miembro de la junta directiva de los moderados en 2003 y fue eurodiputada entre 2009 y 2019.

### Vida privada
Está casada con Carl Bildt, ex primer ministro sueco. Después de su carrera política se dedica al Castillo de Tabiano, propiedad de la familia en Salsomaggiore Terme en Italia.